# Баженова, Галина Николаевна
Галина Николаевна Баженова (в девичестве Мельникова; 1935—2008) — журналистка радио и телевидения. Заслуженный работник культуры Удмуртской Республики (1997). Член Союза журналистов России (1974). Лауреат Государственной премии Удмуртской Республики в области литературы, искусства и образования (1997).

## Биография
Галина Николаевна родилась в деревне Старые Какси Можгинского района Удмуртии в семье крестьян. В 1953 году окончила Можгинское педучилище, после чего некоторое время работала в Можгинском райкоме комсомола. С 1956 по 1965 годы была сотрудником КГБ Удмуртской АССР; в эти годы окончила факультет русского языка и литературы Удмуртского педагогического института (ныне Удмуртский государственный университет).
В 1965 году пришла на Удмуртское телевидение, где получила должность редактора отдела писем. Подготовила передачи по письмам зрителей, а также «Наш город» и «Здоровье». Была первым редактором программы «Ижевск вечерний», провела 60 его выпусков. В 1974 году была назначена главным редактором Удмуртского радио и оставалась на этой должности до 1990 года; вела также передачи «На страже порядка» и «Здоровье». После выхода на пенсию продолжила сотрудничество с редакциями детских передач на радио и телевидении. За подготовку передачи для детей дошкольного и малого школьного возраста на удмуртском языке «Чагыр, чагыр дыдыке» (с удм. — «Сизый, сизый голубок») в 1997 году Галина Баженова в составе творческого коллектива Удмуртского радио была удостоена Государственной премии Удмуртской Республики.
Галина Николаевна — один из авторов книги «Радиовещание Удмуртии: страницы истории и современность» (Ижевск, 1997). Её трудами в Доме радио был создан музей к 60-летнему юбилею Удмуртского радио.